# Мариан Кийс
Мариан Кийс (на английски: Marian Keyes) е ирландска писателка на бестселъри в жанра съвременен дамски роман и чиклит.

## Биография и творчество
Мери Катрин „Мариан“ Кийс е родена на 10 септември 1963 г. в Лимерик, Ирландия, в семейството на Тимъти и Мария Кийс. Отгледана е в Каван, Корк, Голуей и Дъблин, с четирите си братя и сестри.
Следва в Националния университет на Ирландия в Дъблин право и счетоводство и завършва с отличие със степен по право през 1984 г. След завършване на образованието си започва административна работа. Иска да учи журналистика, но не е приета.
През 1986 г. отива в Лондон, където първоначално работи като сервитьорка, а по-късно като счетоводител. Започнала да пие още от юношеска възраст тя развива алкохолизъм и депресия, стигайки до опит за самоубийство и последваща рехабилитация през 1994 г. в продължение на три месеца в Центъра „Рутланд“ в Дъблин.
През 1993 г., докато се бори с алкохолизма, започва да пише разкази на базата на своя живот и преживявания. Изпраща ги на издателство за публикация, а от там насърчават да напише роман в същия стил.
През 1995 г. излиза нейният първи роман „Нов мъж за разкош“ от изключително популярната ѝ поредица „Семейство Уолш“. Книгата бележи голям успех и става бестселър. Романът е екранизиран във филма „Watermelon“ (Динята) през 2003 г. с участието на Ана Фрийл и Бренда Фрикър.
На 29 декември 1995 г. се омъжва за Тони Бейнс, компютърен специалист. През 1996 г. напуска работата си като счетоводител и се посвещава на писателската си кариера. През 1997 г. семейството се премества от Лондон в Дън Лавер, Ирландия.
Следващият ѝ роман „Lucy Sullivan Is Getting Married“ от 1996 г. също има голям успех и налага нейното име в дамската литература. Той е екранизиран в едноименния ТВ сериал през 1999 – 2000 г. с участието на Камерън Джак.
Опирайки се на трудностите на живота си, тя изпълва книгите си с чувство за хумор, така и тъмни ситуации от реалния живот, като алкохолизъм, наркомания, домашно насилие, депресия, и спонтанен аборт, но винаги се пише произведенията си с щастлив край. Тя е считана за един от пионерите в „чиклит“ жанра, в който историите се въртят около силна героиня минаваща през трудни препятствия до постигане на трайно щастие.
Мариан Кийс освен авторка на романи и разкази пише феминистки статии за различни списания и други издания. Тя също се занимава с различни благотворителни организации. Възнагражденията от мулти-авторската книга „Yeats is Dead!“ са дарени на „Амнести Интернешънъл“, а възнагражденията от сборниците ѝ със статии – „Under the Duvet“ (Под юргана) и „Further Under the Duvet“ са дарени на благотворителна организация работеща с бездомните.
През 2009 г. Мариан Кийс отново изпада в депресивен период, но успява да го преодолее и да продължи да пише своите успешни творби, като една от тях е документалната книга „Saved By Cake“ (Спасена от кейка) – комбинирана с готварски рецепти автобиография.
Произведенията на Мариан Кийс са постоянно в списъците на бестселърите. Те са преведени на над 30 езика по целия свят и са издадени в над 20 милиона екземпляра.
Мариан Кийс живее със съпруга си в Дън Лавер, близо до Дъблин, Ирландия. Обича да чете и гледа филми, за пазарува и да коментира феминистки въпроси.

## Произведения

### Самостоятелни романи
- Lucy Sullivan Is Getting Married (1996)
- Last Chance Saloon (1999)
Бар „Последен шанс“, изд.: ИК „Бард“, София (2004), прев. Елена Чизмарова
- Sushi for Beginners (2000)
Суши за начинаещи, изд.: ИК „Бард“, София (2003), прев. Елена Чизмарова
- Yeats is Dead! (2001) – в съавторство с Антъни Кронин, Роди Дойл, Хюго Хамилтън, Франк Маккорт, Полин Маклин, Конър Макферсън и Джоузеф О'Конър и др. (общо 15 ирландски автора)
- The Other Side Of The Story (2004)
Мъжът на най-добрата ми приятелка, изд.: ИК „Бард“, София (2005), прев. Лили Христова
- This Charming Man (2008)
Мръсни номера преди закуска, изд.: ИК „Бард“, София (2009), прев. Елена Чизмарова
- The Brightest Star in the Sky (2009)
Мармалад или модерна теория на вероятните връзки, изд.: ИК „Бард“, София (2010), прев. Лили Христова
- The Woman Who Stole My Life (2014)
- The Break (2017)
Ваканция от брака, изд.: ИК „Бард“, София (2018), прев. Елена Чизмарова
- Grown-Ups (2020)
- Again, Rachel (2022)

### Серия „Семейство Уолш“ (Walsh Family)
1. Watermelon (1995)
Нов мъж за разкош, изд.: ИК „Бард“, София (2012), прев. Цветана Генчева
2. Rachel's Holiday (1998)
3. Angels (2001)
Секс по спешност и други отчаяни мерки, изд.: ИК „Бард“, София (2005), прев. Лили Христова
4. Anybody Out There? (2006) – награда „Sainsbury's Popular Fiction“
Сайонара, изд.: ИК „Бард“, София (2006), прев. Елена Чизмарова
5. The Mystery of Mercy Close (2012)

- Mammy Walsh's A-Z of the Walsh Family (2012) – наръчник за персонажите

### Новели
- No Dress Rehearsal (2000)

### Сборници
- Big Night Out (2002) – с участието на Джесика Адамс, Маги Алдерсон, Кандис Бушнел, Джоан Колинс, Ник Ърлс, Имоджен Едуардс-Джоунс, Ник Хорнби, Карън Молине и Патрик Нийт
- Nothing Bad Ever Happens in Tiffany's (2005)
- Cracks in My Foundation: Bags, Trips, Make-up Tips, Charity, Glory, And the Darker Side of the Story (2005)
- The Worst Noel: 20 Writers Tell Their Most Hilariously Hellish Holiday Tales (2005) – с участието на Майк Албо и Стенли Бинг

### Документалистика
- Under the Duvet: Shoes, Reviews, Having the Blues, Builders, Babies, Families And Other Calamities (2001)
- Further Under the Duvet (2005)
- Saved By Cake (2012)
- Making It Up As I Go Along (2016)

### Филмография
- 1999 – 2000 Lucy Sullivan Is Getting Married – ТВ сериал по романа
- 2003 Watermelon – ТВ филм по романа „Нов мъж за разкош“
- 2004 Au secours, j'ai trente ans! – по романа „Бар „Последен шанс“